# DiskReport
 (juillet 2015).
Si vous disposez d'ouvrages ou d'articles de référence ou si vous connaissez des sites web de qualité traitant du thème abordé ici, merci de compléter l'article en donnant les références utiles à sa vérifiabilité et en les liant à la section « Notes et références ».
DiskReport est un outil en ligne d'analyse de l'espace disque. DiskReport fonctionne sur Windows, toutes les distributions Linux et Mac

## Fonctionnalités
DiskReport génère un rapport en ligne de tout l'espace disque d'une machine. (camemberts de la répartition de taille et en nombre de fichiers de toute l'arborescence). Un agent collecte les données sur la machine, et les envoie à http://www.diskreport.net où le rapport est disponible. Comme le rapport est en ligne, il n'y a pas besoin d'interface utilisateur sur la machine, ce qui permet de l'utiliser aussi sur n'importe quel serveur.
En cas de planification périodique (quotidien, hebdomadaire ...), le rapport montrera aussi l'évolution entre les différentes mesures, afin de faciliter l'identification de fichiers ayant grossis et aider à libérer de l'espace disque.

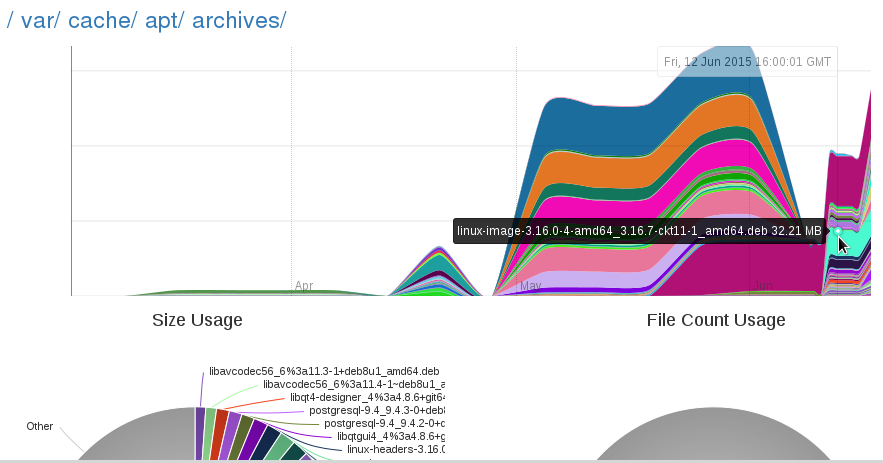
Un screen-shot de DiskReport

Pour certains dossiers couramment consommateurs (logs, dossiers des mises à jour OS ...) le rapport indique des conseils de nettoyage de ces emplacements.